# Karahasanuşağı
Karahasanuşağı est un village turc peuplé majoritairement de kurdes au Sud de la Turquie, situé dans le district d'Elbistan de la province de Kahramanmaraş. Karahasanuşağı a vu la majorité de ses habitants émigrer en Europe, notamment en Allemagne (majoritairement à Schmeltz), en France (majoritairement à Pont-à-mousson), au Royaume-Uni (à Londres)...
Aujourd'hui, le village compte environ 700 habitants, mais ce chiffre s'accroît pendant les mois d'été.